# Ivona Březinová
Ivona Březinová (* 12. května 1964 Ústí nad Labem) je česká spisovatelka knih pro děti.

## Životopis
Narodila se 12. května 1964 v Ústí nad Labem, kde vystudovala gymnázium a Pedagogickou fakultu Univerzity J. E. Purkyně, obor český jazyk – dějepis. Po absolvování vysoké školy začala pracovat na katedře bohemistiky jako asistentka a o rok později získala doktorát pedagogických věd v oboru český jazyk a literatura. Jako odborná asistentka pak pracovala na vysoké škole ještě několik let a věnovala se především české literatuře 19. a začátku 20. století, později pak i literatuře pro děti a mládež. V té době také publikovala ve sbornících a časopisech odborné články. Pak se ale provdala do Prahy, kde se jí narodily dvě dcery, Tereza a Veronika, a po skončení mateřské dovolené se začala věnovat psaní knížek pro děti a mládež.
Píše pro děti všech věkových kategorií od předškoláků po dospívající, některé knihy jsou napsané speciálně pro začínající čtenáře v první třídě. Věnuje se nejrůznějším žánrům. Její tvorba zahrnuje leporela, pohádky, příběhy ze života dětí i zvířat, ale i encyklopedie. Některé texty zobrazují téma jinakosti a handicapu (autismus, dítě na vozíku, Alzheimerova choroba, šikana, závislosti atd.). Knihy vydávají nakladatelství Albatros, Artur, Axióma, Didaktis, Egmont, Fragment, Grada, JaS, Junior, Knižní klub, Meander, Mladá fronta, Pasparta a Petra. Její povídky jsou uváděny na stanici Český rozhlas 2. Ze slovenštiny překládá knihy Gabriely Futové, Romana Brata a Toni Revajové. Po dva roky zvala do knihkupectví Fantazie na Tylově náměstí v Praze hosty z řad spisovatelů, ilustrátorů, herců a dalších příznivců psaného i mluveného slova v pořadu Ivona uvádí...
V letech 2005–2011 působila jako lektorka tvůrčího psaní na Literární akademii (Soukromé vysoké škole Josefa Škvoreckého), v letech 2008–2011 zde zastávala funkci vedoucí Katedry tvůrčího psaní a v akademickém roce 2010–2011 byla jmenována prorektorkou pro uměleckou a ediční činnost. Za dobu svého působení na Literární akademii připravila se svými studenty šest knižních projektů.
Od roku 1982 je členkou IBBY, od roku 1999 členkou Obce českých spisovatelů.
Je patronkou Alzheimer nadační fond, nadačního fondu Gabrielis a Centra Filipovka pro děti se zdravotním postižením.

## Ocenění
- Zlatá stuha
  - 1999 (O kočce Kačce)
  - 2002 (Začarovaná třída, Jmenuji se Ester, Jmenuji se Alice)
  - 2010 (Okno do komína – kniha dostala cenu za nakladatelský počin)
  - 2017 (Řvi potichu, brácho)
- Cena knihovníků – Suk
  - 2000 (Trosečníci)
  - 2002 (Jmenuji se Ester)
  - 2006 (Lentilka pro dědu Edu)
  - 2007 (Báro, nebreč)
  - 2017 (Řvi potichu, brácho)
- Cena učitelů – Suk
  - 2002 (Jmenuji se Ester, Jmenuji se Alice)
  - 2003 (Jmenuji se Martina)
  - 2004 (Teta to plete)
  - 2005 (Neotesánek)
  - 2014 (Útěk Kryšpína N.)
  - 2017 (Řvi potichu, brácho)
- Nominace na cenu Magnesia Litera v kategorii knih pro děti a mládež
  - 2002 (Začarovaná třída).
  - 2017 (Řvi potichu, brácho).
- 1. června 2004 ji dětští čtenáři pasovali na „rytíře Řádu krásného slova“.
- Kniha Začarovaná třída byla v roce 2004 zapsána na Čestnou listinu IBBY.

## Překlady
- Celkem bylo přeloženo přes dvacet knih nebo povídek do sedmnácti jazyků.
- Texty Dorotka a brýle a Mít tak psa byly přeloženy do angličtiny pro mezinárodní projekt Web Publishing Project, obě pak vyšly ve třinácti jazycích.
- Kniha Začarovaná třída vyšla ve francouzštině, romštině, slovenštině, slovinštině a srbštině.
- Kniha Lentilka pro dědu Edu vyšla v polštině, slovenštině a slovinštině.
- Kniha Kluk a pes vyšla v maďarštině, slovenštině a slovinštině.